# Cortinarius saturniorum
Cortinarius saturniorum är en svampart som beskrevs av Soop 2001. Cortinarius saturniorum ingår i släktet Cortinarius och familjen spindlingar.   Inga underarter finns listade i Catalogue of Life.